# Włodzimierz Lebiedziński
Włodzimierz Lebiedziński (ur. 24 grudnia 1931  – zm. 22 kwietnia 2011 w Gdańsku) – polski filozof marksistowski, profesor Uniwersytetu Gdańskiego, wieloletni wykładowca Gdańskiej Wyższej Szkoły Humanistycznej.
Poza publikacjami książkowymi z zakresu zagadnień metodologii filozoficznej, epistemologii i teorii marksizmu był autorem licznych artykułów opublikowanych na łamach takich czasopism, jak: „Dziś. Przegląd Społeczny”, „Res Humana”, „Ruch Filozoficzny”, „Studia Filozoficzne”, „Nowe Drogi” czy „Człowiek i Światopogląd”.
Jeden z członków-założycieli Stowarzyszenia Marksistów Polskich w marcu 1990.